# Crooked Rain, Crooked Rain
Az 1994-es Crooked Rain, Crooked Rain a Pavement nagylemeze. Az albumon elhagyták a Slanted and Enchanted-re jellemző lo-fi hangzást. A Slanted turnéja alatt csatlakozott az együtteshez Bob Nastanovich (ütőhangszerek) és Mark Ibold (basszusgitár). A munkálatok közben cserélték le Gary Young dobost Steve Westre. Ezen az albumon a legkereskedelmibb a hangzása az együttesnek, továbbá ezen szerepel legnagyobb sikereit elért kislemezük, a Cut Your Hair. 2007-re a lemez 500 ezer példányban kelt el.
A Pitchfork Media az 1990-es évek 8. legjobb albumának választotta, a Rolling Stone magazin Minden idők 500 legjobb albuma listáján a 210. lett, és 10. a '90-es évek legjobb albumait felsorakoztató listájukon. Szerepel az 1001 lemez, amit hallanod kell, mielőtt meghalsz című könyvben. 2010-ben a Pitchfork Media az 1990-es évek legjobb dalának nevezte a Gold Soundz-ot.
Az eredeti borítón található tintapaca miatt a Silence Kid dal tévesen Silence Kit-ként vált ismertté.

## Az album dalai
|     | Cím                | Szerző(k)       | Hossz |
| --- | ------------------ | --------------- | ----- |
| 1.  | Silence Kid        | Stephen Malkmus | 3:01  |
| 2.  | Elevate Me Later   | Malkmus         | 2:51  |
| 3.  | Stop Breathin'     | Malkmus         | 4:28  |
| 4.  | Cut Your Hair      | Malkmus         | 3:07  |
| 5.  | Newark Wilder      | Malkmus         | 3:53  |
| 6.  | Unfair             | Malkmus         | 2:33  |
| 7.  | Gold Soundz        | Malkmus         | 2:41  |
| 8.  | 5-4=Unity          | Malkmus         | 2:09  |
| 9.  | Range Life         | Malkmus         | 4:54  |
| 10. | Heaven Is a Truck  | Malkmus         | 2:30  |
| 11. | Hit the Plane Down | Scott Kannberg  | 3:36  |
| 12. | Fillmore Jive      | Malkmus         | 6:38  |

## Közreműködők
- Stephen Malkmus – ének, gitár
- Bob Nastanovich – ütőhangszerek
- Scott Kannberg – ének, gitár
- Steve West – dob, ütőhangszerek
- Mark Ibold – basszusgitár
- Bryce Goggin – hangmérnök; zongora a Range Life-on
- Mark Venezia – hangmérnök

## Fordítás
Ez a szócikk részben vagy egészben a Crooked Rain, Crooked Rain című angol Wikipédia-szócikk ezen változatának fordításán alapul.  Az eredeti cikk szerkesztőit annak laptörténete sorolja fel. Ez a jelzés csupán a megfogalmazás eredetét és a szerzői jogokat jelzi, nem szolgál a cikkben szereplő információk forrásmegjelöléseként.